# 瑪羅門の家族
『瑪羅門の家族』（バラモンのかぞく）は、宮下あきらによる日本の漫画作品。

## あらすじ
「聖なる力（チャクラ）」と呼ばれる能力を駆使して、法では裁けない悪を裁くことを家業とする瑪羅門の一族の物語である。前半は一話完結型の復讐劇、後半は敵対勢力で「邪の力」を使って世界征服を企む魔修羅一族との戦いを描いている。

## 登場人物

### 瑪羅門家
瑪羅門 龍（ばらもん りゅう）
主人公。三男。18歳。高校生で拳法部の主将を務めている。指先で相手の額を突くことによって相手の行動を支配し、自分が思い描いた通りの死を与える「聖なる力・念」を持ち、相手の邪気や殺気を読み取ることができる。母とは生後間もなく死別しており、家族では唯一母親の記憶がない。不遜な性格で家族とも喧嘩が絶えないが、その裏には瑪羅門一族に見合う強い正義感を秘めている。後に瑪羅門一族を統率する転輪聖王であることが発覚し、世界各国の瑪羅門たちと共に魔修羅と戦う旅に出る。
瑪羅門 凱（ばらもん がい）
長男。21歳。失業中。直情的で兄弟きってのトラブルメーカーだが、家族の絆と友情を大切にする情に熱い性格。しかし裁きの時には冷徹な執行人の顔になる。「聖なる力」を髪に集中し、相手に突き刺すことによって送り込む「怒髪針」の能力を持つ。龍が仲間と帰還した後に孔雀院一馬を倒すため、単身で孔雀の会本部に乗り込み戦いを挑むが圧倒的な力の前に太刀打ちできず、逆転を狙い「自ら命を絶つ」念を込めた怒髪針を打ち込むが、逆に「龍を殺害する」念を打ち込まれ意思に関係なく龍を殺す刺客にされてしまう。刃を龍に突き刺す寸前で弟を死なせたくない強い一心で一馬の念を打ち破り、自らの胸に刃を突き刺し、最後は龍に看取られながら命を落とす。
その死に様には弟の龍だけでなく6人の仲間たちも涙を流し、普段は憎まれ口を叩いていた家族も悲しみを隠せなかった。
瑪羅門 翔（ばらもん しょう）
次男。19歳。予備校生。普段はひ弱で頼りないが、執行人としての顔は兄弟の中でも最も冷徹な性格をしている。身軽な動きと、見えない糸を蜘蛛の巣のように張り巡らせて「聖なる力」を送り込む「不動冥髖巢」を得意としている。
瑪羅門 惷（ばらもん しゅん）
三兄弟の父。54歳。三流陶芸家。一家では炊事担当だが、料理の腕は専ら不評で、人数分より多く作るために、食事の度に奪い合いが起こる。「総理大臣の白髪の数までわかる」など情報収集に長ける。若き頃は瑪羅門一族にあって伝説的強さと言われ、魔修羅からも恐れられていた。
瑪羅門 寇（ばらもん こう）
三兄弟の祖父で惷の父。88歳。瑪羅門寺の住職で、寺に依頼された裁きを統率している。瑪羅門の秘法の中でも呪術的な技を得意とする。年齢に合わない肉体の持ち主。

### 世界各国の瑪羅門の家族
ジェイク・バラモン
アメリカの瑪羅門。「聖なる力・砕」を拳に込めて何でも砕くことができる。皮肉屋である。様々な乗り物の操縦技術を持っている。
ジャン・バラモン
フランスの瑪羅門。世界的なバレエダンサーで、「聖なる力・舞」によって花びらの上を華麗に踊りながら移動するほどの身軽さを発揮する。ややナルシストである。恋人の仇を討つため、強盗事件を起こして服役していたが刑務所で龍たちと合流し、彼らの協力を得て復讐を果たした後に晴れて仲間となった。
チチ・バラモン
アフリカの瑪羅門。温和な性格で仲間のまとめ役を務める。「聖なる力・獣」で動物と心を通わせることができるだけでなく、槍の腕も優れている。世界を放浪している間は日誌を付けており、本編のモノローグ代わりとなっていた。
瑪羅門 王（バラモン ワン）
中国の瑪羅門。「聖なる力・速」を駆使し、目にも止まらぬ速さで移動する。お調子者で戦士としての自覚に欠けた言動が多々見られるが、彼なりに機転を利かせることもある。自身の力を金儲けに利用していたところを龍たちと合流し仲間となる。
マハール・バラモン
インドの瑪羅門。巨漢。典型的な気は優しくて力持ちタイプである一方で、ネズミに驚いて腰を抜かしたり刑務所を前に震え上がるなど臆病な面を持っている。「聖なる力・力」で電車を真正面から受け止めたり、分厚い壁を打ち破るほどの怪力を発揮する。
ナセル・バラモン
中東のシュメール共和国（架空の国家）の瑪羅門。炎を操る「聖なる力・炎」を持つ。冷静な性格をしている。当初は家族の死に対しても涙を流さないような冷血漢を装っていたが、それは全て自身の国を支配する独裁者であるナムセン大統領を倒すための芝居であり、出場した武道大会に優勝しナムセンに引導を渡した後、護送を装った龍たちに助け出されて仲間となった。

### 魔修羅
孔雀院 一馬（くじゃくいん かずま）
魔修羅の幹部で邪の力「念・砕・舞・獣・速・力・炎」を一人で持つ一族の中で最強の男と称されている。政治団体「孔雀の会」を率いて内閣総理大臣となり、さらにあらゆる分野の組織に侵入して日本の世論を操り、第三次世界大戦を起こして全世界の破滅を目論んでいる。

### 四誅王
陣 霊峰（チン レイホウ）
醜悪な顔の卑劣で残忍な性格。かなりの高齢で小柄な体格だが、高い格闘能力を持ち相手を一瞬で骨だけに変える秘法技を駆使する。龍たち三兄弟を大会に参加させる目的で彼らの師を殺害しただけでなく、統一武道会では龍と戦う際に、彼の秘められた力を測るためにかつて三兄弟の母を殺害した時の話を聞かせる非道さを見せた。しかし怒りを爆発させた龍の敵ではなく、打ち込んだ秘法技を押し返される形で右手を失う。追い詰められても目潰しで苦戦させる往生際の悪さを見せるが、とどめを刺そうと背後から攻撃しようとするも師の教えを思い出した龍の反撃を受け最大秘法技の一つ「昇龍荊」を打ち込まれ敗北。一度は情けをかけられる形となったが背を見せた瞬間に襲いかかろうとして邪悪な心を見せたことで、胸に打ち込まれた竜が反応し体を突き破られて死亡する。
鑼愧（ドラキ）
ドラキュラ伯爵の末裔で、マントの力で自在に空を飛び空中からの攻撃を得意としている。邪気を抑える能力で温厚な老齢の執事を装って移動用の車を修理しに自身の居城へと訪れた龍たちを罠にかけて抹殺しようとするが、一人難を逃れたジェイクと戦う。当初は素早く飛び回る攻撃でジェイクを追い詰めていくが、彼の「砕」の力で足場を破壊されると形成逆転され、地面に叩きつけられて敗北。食事のお礼として命を取られることはなかった。

### 魔修羅の関係者
鏤峰（ロウホウ）
霊峰の配下。鋼鉄のように硬い爪を伸縮自在に操る能力を持っている。統一武道会では先鋒として凱と戦い、爪を利用した間合を狂わせる方法で苦戦させるが、捨て身の戦法で自慢の爪を封じられた所を怒髪針で深手を負うと同時に「爪を天井に突き刺し、猛スピードで突っ込む」念を打ち込まれ天井の照明に激突して感電死する。
童峰（ドウホウ）
霊峰の配下。笛で催眠効果をもたらす音色を奏でる能力を持っている。統一武道会では二番手として翔と戦い、自在に操った毒蛾と巧みな槍捌きで追い詰めるが、光に集まる習性を利用した作戦で蛾の逆襲を受け、その際に「意思に関係なく霊峰に襲いかかる」念を打ち込まれて霊峰に襲いかかるが、見限った霊峰に秘法技を打ち込まれ一瞬で白骨死体となり死亡。
刺客の男
フランスを目指す龍たちを抹殺するために送り込まれる。目的のためには手段を選ばす船に爆弾を仕掛ける列車が通る鉄橋の破壊などで多くの無関係な人々まで巻き込もうとした。鉄橋の作戦が失敗して次の手段を練るために逃亡を計るが非道な手段に怒った龍に「意思と関係なく走り出す」念を打ち込まれ谷底に転落して死亡する。

### その他の人物
村雨玉堂（むらさめ ぎょくどう）
彫刻家。芸術の世界では大御所と呼ばれるほどの彫刻家だが、才能の限界から活動が行き詰まった状態になり不振に苦しんでいた。そんな中、弟子の幸雄が作り上げた作品の出来栄えに目をつけ、自身の地位と名誉を守るために彼を殺害して作品を奪い取り、さらには息子の死に疑念を持った彼の母親までも黒岩に命じて殺害した。しかし受賞後に幸雄の母から裁きの依頼を受けた龍に「罪を自白して命を絶つ」念を打ち込まれ、祝賀会の中で山崎母子殺害の真相と功績を奪い取った動機と事実を観衆の前で暴露し、最後は自らの手で鑿を額に打ち込んで死亡する。
黒岩栄造（くろいわ えいぞう）
美術商。村雨にとっては側近のような存在となっており、彼の指示で幸雄の母を殺害する。村雨と同様に裁きの対象となり、龍の「母親はいるか？」の問いかけに対して「とっくの昔に死んだ」と答えたことで「美術館で速乾性のコンクリートを被る」念を打ち込まれセメント缶を掲げた石像の姿となって死亡。
山崎由美（やまざき ゆみ）
依頼人。息子の幸雄が最期に言い遺した言葉から、彼が師匠の村雨に殺害されたことを確信するものの警察を含めて誰からも相手にされなかったことに絶望し瑪羅門に裁きを託すが、真相の発覚を恐れた村雨たちの襲撃を受け殺害される。死の間際に悲鳴を聞き駆けつけた龍を息子と重ねて命を落とす。
山崎幸雄（やまざき ゆきお）
村雨の弟子。師の村雨に飛び降り自殺に見せかけてビルから突き落とされるだけでなく、作品まで奪われる。搬送先の病院で母親に「先生に作品を取られた、先生に殺された」と言い残して命を落とした。
末松有恒（すえまつ ありつね）
刑事課長。出世のために汚職や暴力団との癒着と言った悪事に手を染めてきた悪徳警官。飲酒運転による事故で少年に重傷を負わせながら止まることなく逃走し、後日ひき逃げの現場を目撃した龍に問い詰められるが、逆に彼を罠にかけて拘束し留置場で自殺に見せかけ殺害しようとするが、自力で拘束を解いた龍に「醜態を晒す」念を打ち込まれて意識を失う。その後、自身が担当した海外の要人警護の中で念の力により、警護するはずの大統領を盾にして命乞いの言葉を吐き捨て逃亡しようと道路に飛び出した所を走行中のトラックとぶつかり重傷を負う。後日、新聞に掲載された自身の醜態に加えてこれまでの悪行が発覚したことも書かれていた。
堀田（ほった）
集英証券社員。凱とは高校時代に拳法部の友人同士。全日本学生選手権を優勝するほどの実力者で社会人になってからも鍛錬は怠っておらず、屈強な肉体と腕前は衰えていなかった。高校を卒業してからは同じ拳法部の友人だった鳥居と大学に進学し同じ企業に勤めていたが、出世争いで自身を追い越した鳥居を駅のホームで突き飛ばし電車事故に見せかけて殺害する。鳥居の通夜で自身の手に浮かび上がった喪悔痕 を見たことから事故の真相に疑念を抱いた凱から事実を問い詰められると、彼も殺害しようとするが、一方的に叩きのめされ最後は「自首する念」を打ち込まれて意識を失う。
柳 大周（やなぎ たいしゅう）
青凜道場の道場主。瑪羅門三兄弟の拳法の師であり、彼らにとっては頭の上がらない人物で腕前が優れているだけでなく人格者としても知られている。自分の拳が見えてきたことを理由に武道の全国大会に出場し決勝まで勝ち進む。決勝戦の前日に三兄弟を自身の道場に招いてすき焼きパーティーを開くが、挨拶と称して訪れた霊峰に「踏み切りに突っ込む」念を打ち込まれ、帰宅途中に列車に猛スピードで激突し搬送された病院で三兄弟に看取られる形で息を引き取る。
坂巻（さかまき）
民自党幹事長。孔雀院一馬の人気の高さに目を付けて経歴などが全て偽りである事実を突きつけ脅すような形で彼を自身の政党に引き入れようとするが、逆に念を打ち込まれて失神する。
目が覚めた後に出廷した証人喚問の中で自身の汚職に対してのらりくらりと応じていたが、打ち込まれた念の力が発動した自身の舌が伸び続けた結果引きちぎれて死亡する。
イタコの老婆
決戦の場に選ばれた恐山にいた老婆。高齢だが龍たちが気付かない内に魔修羅の戦士を倒したことから、かなりの実力を秘めている。イタコとしての能力の真偽は不明ではあるものの、初対面の龍の名を知っていたことに加えて魔修羅を倒したことから瑪羅門の戦士たちにとっては味方ではある模様。正体については「嫌でも知る時が来る」と語っていたが、連載が終了したため明かされることはなかった。

### 超常瑪羅門の会
奇跡の力で人々を救うことを謳い受験性を中心とした若者から人気を集めているが、その実態は信者の弱みに付け込んだ金儲けを目的とする悪徳集団。
会長
本名、国籍など全てが謎に包まれた男。かつてはアメリカ国防省に在籍し、ベトナム戦争時に開発した精神強化の薬を「奇跡水」と称して信者に与えており、自身の秘密を探りに乗り込んだ翔と戦う。身体能力を高める薬で強化した肉体を武器に翔を追い詰めるが、最後は翔の秘法技で動きを封じられた所を「薬品を全て飲み干す」念を打ち込まれ大量に飲み込んだ薬品の副作用で肉体が極端に膨張した結果、変化に耐えられなくなった心臓が破裂して死亡する。
死に際に魔修羅との戦いが待ち受けていることを仄めかすが、両者との関係については明かされることは無かった。
ゲルカロイドP3
会長が国防省在籍時に兵士の精神強化を目的に開発した薬品。使用すれば精神が研ぎ澄まされ未知の力が目覚めたような感覚となるが、服用を続ければ中毒症状を起こして理性が破壊され凶暴化する副作用が判明したため、開発が中止されていた。会長たちはこの薬品をインド奥地から湧き出た聖水「奇跡水」と称して受験生を中心とした会員たちに与えて金儲けをしていた。
会員たちは当初、学力が向上したかのように錯覚していたが一部の会員が副作用のせいで殺人事件を起こす事態にまで発展していた。
ゲルカロイドP4
P3と同様に兵士を強化するために研究開発された薬品で、P4は身体強化を目的とされていた。こちらも開発は止められていたが、会長は戦争終結後も密かに研究を続けてより強力な薬品へと完成させていた。
その結果、服用すれば筋肉を増強するだけでなく、運動能力まで向上させるに至っている。
桐島直樹（きりしま なおき）
会長補佐。日系二世でかつてはアメリカ陸軍のグリーンベレーに在籍していた。屈強な肉体で殺人術のプロだが、翔の相手ではなく軽くあしらわれて「後ろ手に組んだまま壁に走る」念を打ち込まれて壁に突き立てられたナイフが頭に刺さって死亡する。
藤川（ふじかわ）
予備校生。翔の友人で同じ進学塾に通っている。瑪羅門の会に入会してから成績が向上するようになり気落ちする翔とは対照的に自信に満ちた様子だったが、薬品による副作用の影響で塾の講師を殺害する事件を起こしてしまう。事件後、かなり憔悴した状態で翔の元へ助けを求めようとするが、会の秘密を話そうとした瞬間に暗示の力で奥歯に仕込まれた猛毒を噛んで死亡する。

### シュメール共和国
中東の小国でナセルの生まれ故郷でもある。独裁者ナムセン大統領による圧政のため、国民は貧困に苦しめられている。
ナムセン
大統領。恐怖政治を敷いて国民を支配している独裁者で、冷酷かつ用心深い性格。
武道大会を周囲を兵隊で固めて強化ガラスに覆われたロイヤルボックスの中から観戦していたが、表彰式で優勝したナセルに賞金を手渡す瞬間、腕を掴まれ彼の炎の力で焼き殺される。
フセラム
秘密警察隊長。大統領の側近として多くの自由を求めて立ち上がった反逆者を拷問、殺害してきた。
血の気の多い性格で、全身は特殊な素材を埋め込み鋼鉄のような硬さとなっている。武道大会の決勝でナセルと戦い、頑丈な体で苦戦させるが彼の炎の力で怯んだ所を強化できなかった口を拳で貫かれて死亡する。

### バルザック刑務所
地中海の孤島に建てられた刑務所でフランス国内の凶悪犯が収監されている。鉄壁の警備体制で所内は刑の軽い犯罪者が集められたA棟と死刑囚、終身刑ばかりが集められた想像を絶する凶悪犯の巣窟と称されるZ棟に分けられている。
ギャバン
所長。厳しい性格で眼帯をしている。高齢だが、うるさく騒ぐ王を一発で気絶させるほどの腕前を持つ。ジャンの復讐が終わった後は全ての事情をデュークから知らされ、龍たち7人を超法規的措置をもって釈放した。
ドン・カルロス
麻薬組織のボス。懲役150年の罪でZ棟に収監されているが、影響力と権力は外にいた頃と変わらずホテルのような特別室を与えられ豪華な暮らしをしており、そこから取引、殺人の命令を下している。収監されたのもFBIやICPOの目が届かない刑務所の中から安全に取引をするためであり、特別室から続く屋上にはヘリがその気になればいつでも脱獄が可能な状態であった。
半年前に偶然、取引絡みの殺人現場を目撃したジャンの恋人を殺害したことで復讐の標的となる。ジャンたちに用心棒を次々と倒されたことでZ棟の囚人たちに命令を下して彼らを抹殺しようとするが、支配していたはずの囚人たちにも見放されてしまう。追い詰められたことで脱出を図るが捜査官としての素性を明かしたデュークに組織の生命線であるリストファイルを奪われ脱出用のヘリまで破壊される。
そして一度はジャンから殺す価値もないと言われて見逃されるが、最後の悪あがきで彼を撃つも、それも失敗に終わり額に銃弾を受けて死亡する。
クランツ
カルロスの用心棒。幼い頃に酒浸りの父親を殺害して以降、人を殺すことを躊躇わない冷酷な殺人機械と呼ばれるまでになる。死闘ショーでジャンと戦い鞭で追い詰め深手を負わせるが、彼の舞の力に翻弄され闘技場を囲む硫酸の池に転落して死亡する。
魎皇（りょうこう）
カルロスの用心棒。四千年の歴史を持つ殺人拳、魍魎拳の使い手で瑪羅門一族の聖なる力についての知識も持っている。死闘ショーでは怪我で退いたジャンに代わって闘技場に立った龍と戦う。様々な技を駆使して龍と戦うが相手にならず「硫酸の池に歩き出す」念を打ち込まれ、神経節を操る技で解除しようとするが、今度は「逆立ちで進み出す」念が発動したことで自身を止める手段を失ってしまい転落寸前で、負けを認めたことで命は助けられるが、死にかけたショックで泡を吹きながら失神する。
デューク
カルロスの用心棒。世界一の拳銃使いと称され顔に大きな傷痕がある。しかしその正体はICPO麻薬犯罪科の秘密捜査官で、用心棒のフリをしていたのもカルロスの組織に関する情報が記されたファイルを手に入れることが目的であった。ファイルを入手しジャンが復讐を果たした後は彼らが釈放されるよう所長のギャバンに事情を伝えた。
アルマ
A棟の棟長。大柄な体格でしきたりと称して龍たちの食事を独占しようとするが、その様子から自身を豚呼ばわりしたジャンとケンカになり腕を捻り切られる大怪我を負う。

## 読み切り版
1991年の『週刊少年ジャンプ』に読み切りとして掲載された。凱は銀行員で容姿も角刈の偉丈夫で「真面目が服を着た男」と評される誠実な男、惷は小柄でボサボサ頭の飄々とした三流小説家（実質専業主夫）と、連載版とは全く別のキャラクターとして描かれている。読み切りは単行本未収録となっている。

## その他
- 神戸連続児童殺傷事件の犯人が手紙で、3巻の言葉（サブタイトル「積年の大怨に灼熱の裁きを!!の巻」）を引用している[1]。
- 双子のプロレスラーチーム「バラモン兄弟（バラモン・シュウ&バラモン・ケイ）」は、この作品からリングネームおよびチーム名を取っている。
- 宮下の漫画『極!!男塾』に瑪羅門龍、凱、翔が登場している。

## 単行本
1. ISBN 4-0887-1864-X / ISBN 978-4-0887-1864-4
2. ISBN 4-0887-1865-8 / ISBN 978-4-0887-1865-1
3. ISBN 4-0887-1866-6 / ISBN 978-4-0887-1866-8
4. ISBN 4-0887-1867-4 / ISBN 978-4-0887-1867-5